# Eastham (Massachusetts)
Eastham es un pueblo ubicado en el condado de Barnstable en el estado estadounidense de Massachusetts. En el Censo de 2010 tenía una población de 4.956 habitantes y una densidad poblacional de 74,46 personas por km².

## Geografía
Eastham se encuentra ubicado en las coordenadas 41°50′27″N 69°59′20″O / 41.84083, -69.98889. Según la Oficina del Censo de los Estados Unidos, Eastham tiene una superficie total de 66.56 km², de la cual 36.15 km² corresponden a tierra firme y (45.68%) 30.41 km² es agua.

## Demografía
Según el censo de 2010, había 4.956 personas residiendo en Eastham. La densidad de población era de 74,46 hab./km². De los 4.956 habitantes, Eastham estaba compuesto por el 97.05% blancos, el 0.69% eran afroamericanos, el 0.24% eran amerindios, el 0.59% eran asiáticos, el 0.06% eran isleños del Pacífico, el 0.24% eran de otras razas y el 1.13% pertenecían a dos o más razas. Del total de la población el 1.51% eran hispanos o latinos de cualquier raza.